# Aaron Broten
Pour les articles homonymes, voir Broten.
Temple de la renommée américain : 2007
Aaron Broten (né le 14 novembre 1960 à Roseau ville du Minnesota aux États-Unis) est un joueur professionnel de hockey sur glace. 

## Carrière en club
Il fait parler de lui pour la première fois lors du championnat junior de 1978 en inscrivant sept points en cinq matchs pour les États-Unis.
Il commence sa carrière dans le championnat universitaire (NCAA) en jouant pour l'équipe de l'université du Minnesota, les Minnesota Golden Gophers en 1979. À la fin de la saison, il participe au repêchage d'entrée dans la Ligue nationale de hockey et les Rockies du Colorado le choisissent lors de la sixième ronde (106e choix). L'année suivante, il est le meilleur pointeur, buteur et passeur de sa division, la Western Collegiate Hockey Association. Ses efforts sont récompensés par une sélection sur l'équipe type de l'association ainsi que par une participation au championnat du monde 1981.
Pour la saison 1981-1982, il commence dans la Ligue centrale de hockey avec les Texans de Fort Worth mais finit la saison dans la LNH avec les Rockies. Il joue une soixantaine de matchs et marque une quarantaine de points. Par la suite, il suit les Rockies qui déménagent et deviennent les Devils du New Jersey. En janvier 1990, il retourne jouer dans son état natal en étant échangé en retour de Bob Brooke des North Stars du Minnesota. Il quitte la franchise des Devils en étant le cinquième pointeur de son histoire
Il est malheureusement laissé libre à la fin de la saison et rejoint les Nordiques de Québec. L'aventure ne se passe pas bien et lors de ses deux dernières saisons, il joue pour les Nordiques puis pour les Maple Leafs de Toronto, les Hawks de Moncton (LAH) et enfin les Jets de Winnipeg. Il prend sa retraite en 1992.

## Statistiques
| Saison     | Équipe                      | Ligue      |     | Saison régulière | Saison régulière | Saison régulière | Saison régulière | Saison régulière |   | Séries éliminatoires | Séries éliminatoires | Séries éliminatoires | Séries éliminatoires | Séries éliminatoires |
| Saison     | Équipe                      | Ligue      | PJ  | B                | A                | Pts              | Pun              | PJ               | B | A                    | Pts                  | Pun                  |                      |                      |
| 1979-1980  | Golden Gophers du Minnesota | NCAA       | 41  | 25               | 47               | 72               | 8                |                  |   |                      |                      |                      |                      |                      |
| 1980-1981  | Golden Gophers du Minnesota | NCAA       | 45  | 47               | 59               | 106              | 24               |                  |   |                      |                      |                      |                      |                      |
| 1980-1981  | Rockies du Colorado         | LNH        | 2   | 0                | 0                | 0                | 0                |                  |   |                      |                      |                      |                      |                      |
| 1981-1982  | Texans de Fort Worth        | LCH        | 19  | 15               | 21               | 36               | 11               |                  |   |                      |                      |                      |                      |                      |
| 1981-1982  | Rockies du Colorado         | LNH        | 58  | 15               | 24               | 39               | 6                |                  |   |                      |                      |                      |                      |                      |
| 1982-1983  | Wind de Wichita             | LCH        | 4   | 0                | 4                | 4                | 0                |                  |   |                      |                      |                      |                      |                      |
| 1982-1983  | Devils du New Jersey        | LNH        | 73  | 16               | 39               | 55               | 28               |                  |   |                      |                      |                      |                      |                      |
| 1983-1984  | Devils du New Jersey        | LNH        | 80  | 13               | 23               | 36               | 36               |                  |   |                      |                      |                      |                      |                      |
| 1984-1985  | Devils du New Jersey        | LNH        | 80  | 22               | 35               | 57               | 38               |                  |   |                      |                      |                      |                      |                      |
| 1985-1986  | Devils du New Jersey        | LNH        | 66  | 18               | 25               | 43               | 26               |                  |   |                      |                      |                      |                      |                      |
| 1986-1987  | Devils du New Jersey        | LNH        | 80  | 26               | 53               | 79               | 36               |                  |   |                      |                      |                      |                      |                      |
| 1987-1988  | Devils du New Jersey        | LNH        | 80  | 26               | 57               | 83               | 80               | 20               | 5 | 11                   | 16                   | 20                   |                      |                      |
| 1988-1989  | Devils du New Jersey        | LNH        | 80  | 16               | 43               | 59               | 81               |                  |   |                      |                      |                      |                      |                      |
| 1989-1990  | Devils du New Jersey        | LNH        | 42  | 10               | 8                | 18               | 36               |                  |   |                      |                      |                      |                      |                      |
| 1989-1990  | North Stars du Minnesota    | LNH        | 35  | 9                | 9                | 18               | 22               | 7                | 0 | 5                    | 5                    | 8                    |                      |                      |
| 1990-1991  | Nordiques de Québec         | LNH        | 20  | 5                | 4                | 9                | 6                |                  |   |                      |                      |                      |                      |                      |
| 1990-1991  | Maple Leafs de Toronto      | LNH        | 27  | 6                | 4                | 10               | 32               |                  |   |                      |                      |                      |                      |                      |
| 1991-1992  | Hawks de Moncton            | LAH        | 4   | 0                | 2                | 2                | 0                |                  |   |                      |                      |                      |                      |                      |
| 1991-1992  | Jets de Winnipeg            | LNH        | 25  | 4                | 5                | 9                | 14               | 7                | 2 | 2                    | 4                    | 12                   |                      |                      |
| Totaux LNH | Totaux LNH                  | Totaux LNH | 748 | 186              | 329              | 515              | 441              | 34               | 7 | 18                   | 25                   | 40                   |                      |                      |

### Transaction en carrière
- 5 janvier 1990. Échangé aux North Stars du Minnesota par les Devils du New Jersey pour Bob Brooke.
- 1er octobre 1990. Réclamé par les Nordiques de Québec des North Stars du Minnesota au Repêchage Intra-Ligue de 1990.
- 17 novembre 1990. Échangé aux Maple Leafs de Toronto par les Nordiques de Québec avec Lucien Deblois et Michel Petit pour Scott Pearson, le choix de 2e ronde de Toronto (échangé par la suite aux Capitals de Washington, Washington sélectionna Éric Lavigne) au repêchage de 1991 de la LNH et celui 2e ronde de Toronto (Tuomas Grönman) au repêchage de 1992 de la LNH.
- 21 janvier 1992. Signa un contrat comme agent libre avec les Jets de Winnipeg.

## Carrière internationale
Il représente les États-Unis lors du Championnat du monde junior 1978, puis lors des championnats du monde 1981, 1982, 1985, 1986, 1987 et 1999. Il joue également lors des éditions de la Coupe Canada de 1984 et 1987. Il sortir de sa retraite pour jouer avec l'équipe américaine en 1999.

## Carrière d'entraineur
Il a été entraineur-chef de l'équipe de hockey de son école secondaire, les Rams de l'École Secondaire Roseau à Roseau (Minnesota) pour la saison 1999-2000.

### Parenté dans le sport
- Frère des joueurs Neal Broten et Paul Broten.

- Oncle du joueur Shane Gersich